# 安田謙一
安田 謙一（やすだ けんいち、1962年1月25日 - ）は、兵庫県神戸市出身の文筆家、ラジオDJ、作詞家。自称は「ロック漫筆家」。兵庫県在住。血液型はO型。

## 概要
兵庫県神戸市出身。滝川高等学校卒業後、情報系企業に就職するが2か月で退職。京都へと転居し、複数のレコード店にアルバイト勤務するかたわら、ミニコミ『3ちゃんロック』を発行。その後、現在のメールマガジンを先駆けた感もあるFAXマガジン『今週のテンチングス』を創刊、並行して『ミュージック・マガジン』（ミュージック・マガジン）等の音楽専門誌に寄稿を始める。1990年代には「安田ビル」という筆名でも活動。2002年までに書かれたこれらの批評やエッセイをまとめたものが『ピントがボケる音』として、2003年に国書刊行会から出版。前述以降、2012年までに書かれたものは『なんとかと なんとかがいた なんとかズ』としてプレスポップから出版。2003年以降は文筆業を主とし、「ロック漫筆家」を肩書としている。

## 活動
『CDジャーナル』（株式会社シーディージャーナル）誌上に漫画家辻井タカヒロとの共著による『書をステディ町へレディゴー』（旧題『ロックンロールストーブリーグ』。2010年8月号よりタイトルを変更）を、また『ミュージック・マガジン』（ミュージック・マガジン）に『これがヒットか⁉』を連載する他、様々な雑誌や媒体等に寄稿している。

## その他の活動

### DJ
80年代後期から90年代にかけて内門洋とのコンビによるDJチーム、サウンドバビッチで活動。

### ラジオDJ
1980年代中期、ラジオ関西で放送されていた深夜番組「つかしんミュージックウェーブ」の水曜日『ポップス渦巻島』の担当DJで、番組構成も担当。別曜日では中村とうよう、阿木譲等が日替わりで担当DJを務めた。ポップス渦巻島は石井輝男の映画「女体渦巻島」からとったもの。
2011年4月5日から2014年9月16日までラジオ関西でプロ野球ナイター中継が無い火曜の19時から21時40分まで放送される生番組「夜のピンチヒッター」のDJを担当。2015年は編成上の都合で休止していたが、2016年4月15日より金曜日の17時55分から22時までと同名タイトルのまま、放送日時を移動して放送された。

### 作詞家
モダンチョキチョキズ
- 『蛇はスネーク』 「ボンゲンガンバンガラビンゲンの伝説」（キューンレコード 1993年6月）所収
- 『THE 絶望行進曲』 「別冊モダンチョキチョキズ臨時増刊号」（キューンレコード 1994年6月）所収
- 『バブル』 「くまちゃん」（キューンレコード 1994年11月）所収

### バンドマン
- アマリリス
- タマス&ポチス
- ゲンシシンボス
- THE神SUN

### 関わった作品、アーティストなど
- 『テクノ歌謡』シリーズ（P-Vine）（監修）
- 『ディスコ歌謡』シリーズ（P-Vine）（監修／選曲）
- 殿さまキングス『ウラ・ベスト集ブラジル』（P-Vine）（監修／選曲）

### 連載
- 『これがヒットか！？』（月刊「ミュージック・マガジン」 ミュージック・マガジン社）
- 『人間、ライブが資本主義』（「月刊ミーツ・リージョナル」 京阪神エルマガジン社）
- 『神戸のE面』（月刊「あまから手帖」クリエテ関西社）
- 『西の国から吹くコラム　サンガリ★ア』（隔月刊「昭和40年男」ヘリテージ社）
- 『ニューアルバムをひっさげて』（季刊「フリースタイル」フリースタイル社）
- 『アンドレ・ザ・ビートルズ』（「アンド・ザ・ビートルズ」音楽出版社）
- 『10cc人語』（半月刊「ゆうびんくろねこ」円盤）
- 『月刊不老不死』（「月刊てりとりぃ」 TV AGE）
- 『レコードのわるぐち』（森本書店）
- 『クレイジーケンバンド友の会 会報誌』（ダブルジョイ社）
- 『書をステディ町へレディゴー』（2010年〜2019年）（辻井タカヒロとの共著、旧題は『ロックンロールストーブリーグ』）（月刊「CDジャーナル」 音楽出版社）

### 著書
- 『ピントがボケる音』（2003年10月 国書刊行会）
- 『すべてのレコジャケはバナナにあこがれる』（市川誠と共著）（2004年8月 太田出版）
- 『ロックンロールストーブリーグ〜ステレオ!〜これがロック漫筆 VOL．1〜』（辻井タカヒロとの共著）（2010年4月 音楽出版社）
- 『なんとかと なんとかがいた なんとかズ』（2012年12月 プレスポップ）
- 『神戸、書いてどうなるのか』（2015年11月 ぴあ のち、ちくま文庫）
- 『書をステディー町へレディゴー』（辻井タカヒロとの共著）（2019年11月 誠光社）
- 『ライブ漫筆』（2020年8月 誠光社）

### ラジオ
- 『ポップス渦巻島』（ラジオ関西）
- 『夜のピンチヒッター』（ラジオ関西）2011年4月5日ー

### 審査員
- 文化庁芸術祭大衆芸能部門（関西の部）